# 涙のように好きと言えたら
「涙のように好きと言えたら」（なみだのようにすきといえたら）は、日本のロックデュオ・Honey L Daysのメジャー8作目のシングル。

## 概要
- 前作「Message/たからもの」から8か月ぶり、一般流通作品としては「I can」から2年3か月ぶりのシングル。
- 表題曲は白石隼也と鈴木亮平主演のテレビドラマ『彼岸島』の主題歌に使用された。テレビドラマのタイアップは「まなざし」以来7作ぶり、2度目となった[注 1][1]。
- ジャケットの異なるCD+DVD規格のタイプA盤とタイプB盤、CD規格のタイプC盤の3形態で発売された。タイプA盤のDVDには表題曲のミュージック・ビデオとメイキング映像が、タイプB盤のDVDには制作やレコーディング風景を収めたドキュメンタリー映像が収録された。また、タイプC盤にはカップリング曲が追加収録された。

## 収録曲
| #  | タイトル                                    | 作詞            | 作曲            | 編曲                    |
| -- | ------------------------------------------- | --------------- | --------------- | ----------------------- |
| 1. | 「涙のように好きと言えたら」                | KYOHEI、her0ism | KYOHEI、her0ism | her0ism、KYOHEI         |
| 2. | 「未練 〜miren〜」                          | KYOHEI、her0ism | KYOHEI、her0ism | her0ism、KYOHEI         |
| 3. | 「change ～5th Letter LIVE ver.～」         | KYOHEI          | KYOHEI          | Taichi Nakamura、KYOHEI |
| 4. | 「涙のように好きと言えたら (Instrumental)」 |                 | KYOHEI、her0ism | her0ism、KYOHEI         |
| 5. | 「未練 〜miren〜 (Instrumental)」           |                 | KYOHEI、her0ism | her0ism、KYOHEI         |

### 解説
1. 涙のように好きと言えたら
2. 未練 〜miren〜
3. change ～5th Letter LIVE ver.～
タイプC盤限定で収録されている、2ndアルバムの表題曲のライブバージョン。
4. 涙のように好きと言えたら (Instrumental)
表題曲のインストゥルメンタルバージョン。
5. 未練 〜miren〜 (Instrumental)
カップリング曲のインストゥルメンタルバージョン。

## 参加ミュージシャン
Honey L Days
- MITSUAKI：Vocal (#1〜3)
- KYOHEI：Vocal (#1〜3)、Guitar (全曲)

Support Musician
- 根岸孝旨：Bass (#1,2,4,5)
- 野崎真助：Drums (#1,2,4,5)
- 平畑徹也：Piano (#1,2,4,5)
- 大迫杏子：Keyboard (#3)
- 佐藤直子：Percussion (#3)
- クラッシャー木村ストリングス：Strings (#1,4)

## タイアップ
- TBS系列テレビドラマ『彼岸島』主題歌 (#1)

## 収録アルバム
- Honey L Days 熱うたベスト (#1)
- THE BEST DAYS (#1)